# Ein Schiff für Vietnam
Ein Schiff für Vietnam, französisch Un bateau pour le Vietnam, war eine Aktion französischer linker Aktivisten, die vor dem Hintergrund der Kriegsgräuel in Vietnam humanitäre Hilfe für die Zivilbevölkerung leisteten. Der deutsche Ableger Ein Boot für Vietnam e. V. charterte den Stückgutfrachter Cap Anamur und rettete ab 1979 mit ihm über 11.000 Flüchtlinge aus dem Südchinesischen Meer. Die Aktionen finanzierten sich aus privaten Spenden.

## Hintergrund
Hunderttausende Vietnamesen flohen nach dem Ende des Kriegs zwischen Nord- und Südvietnam 1975 aus ihrem Land. Ihnen drohte häufig Folter und Tod in den Umerziehungslagern der siegreichen Nordvietnamesen. Ihr Ziel waren meist die Inseln Malaysias und Indonesiens. Doch viele dieser Boatpeople ertranken auf dem Weg dorthin.
Eine Gruppe von jungen Franzosen ergriff die Initiative. Ihr Leiter war André Glucksmann, der zehn Jahre zuvor einer der Führer der französischen Studentenbewegung gewesen war und für ein kommunistisches Vietnam demonstriert hatte. 1979, angesichts der Not der Flüchtlinge, spielte für ihn und seine Freunde die Ideologie keine Rolle mehr. Er, Bernard Kouchner und andere gründeten das Comité: Un Bateau pour le Vietnam und charterten ein Schiff zur Rettung der Boatpeople. Das erste Schiff trug den Namen L’Ile de Lumière (Insel des Lichts).
Im Februar 1979 traf André Glucksmann in Paris mit dem Journalisten Rupert Neudeck zusammen. Neudeck arbeitete als Reporter für den Deutschlandfunk in Köln. Jetzt war er sofort bereit, das Rettungsschiff zu unterstützen. Der französischen Aktion fehlte es an Geld. Neudeck schrieb einen Bittbrief an den Schriftsteller Heinrich Böll. Zwei Tage später rief Böll zurück und sagte: „Wir müssen das tun und ich bin dabei.“ Gemeinsam mit Böll und seiner Frau Christel gründete Neudeck das deutsche Komitee Ein Schiff für Vietnam. Neudeck hoffte, ein so berühmter Name wie der Bölls würde am besten die Idee auch in Deutschland bekanntmachen und die Menschen zu Geldspenden bewegen. Doch der Spendenaufruf hatte nur wenig Erfolg. Neudeck und Böll sahen ein, dass ihre Landsleute nur ein deutsches Projekt großzügig unterstützen würden.
Zusammen mit Böll und zwei Kollegen gründete Neudeck deshalb ein deutsches Komitee „Ein Schiff für Vietnam“. Im Juli 1979 stellte er seinen Plan in einer Fernsehsendung vor. Drei Tage später waren 1,2 Millionen DM auf dem Konto des Komitees.
Nach den Statistiken der Aufnahmeländer ist heute davon auszugehen, dass mithilfe internationaler Aktionen über eine Million Menschen gerettet werden konnten. Viele in ungezählter Zahl ertranken oder starben in den Booten und Lagern. Frankreich und die USA hatten aufgrund ihrer Kriegsbeteiligungen eine besondere Verantwortung gegenüber den Gegnern des Nordens. Sie stellten große Kontingente zur Aufnahme bereit. Die Bundesrepublik Deutschland erhöhte das anfängliche Aufnahmekontingent von 10.000 auf 38.000 Menschen.

## L’Ile de LumiereundBaie de Lumiere
Die L’Ile de Lumiere war das erste Schiff und die Baie de Lumiere das zweite der Aktion „Ein Schiff für Vietnam“. Die deutsche Öffentlichkeit nahm diese beiden Schiffe jedoch kaum wahr.
Problematisch war die Frage, was mit den aufgenommenen Flüchtlingen passieren sollte. Frankreich erteilte nur einmal eine Ausnahmegenehmigung für eine Fahrt der L’Ile de Lumiere. Bei dieser Fahrt im Oktober 1979 nahm das Schiff 884 Flüchtlinge auf.

## Cap Anamur

### Politischer Hintergrund
„Das kann man ja nicht ertragen“, bekräftigte der niedersächsische Ministerpräsident Ernst Albrecht seinen Entschluss, südvietnamesische Flüchtlinge vor der Küste Malaysias aufzunehmen. Am 3. Dezember 1978 wurden die ersten 163 der sogenannten „boatpeople“ in die Bundesrepublik Deutschland eingeflogen und in das südniedersächsisch gelegene Grenzdurchgangslager Friedland gebracht. Sie gehörten zu den zumeist ethnisch chinesischen Flüchtlingen, die auf dem überfüllten und maroden Frachtschiff Hai Hong vor Malaysia ausgeharrt hatten und denen bis dato verweigert worden war, in Malaysia an Land zu gehen. Die mediale Präsenz der indochinesischen Flüchtlingskatastrophe führte zu einer Solidarisierungswelle ganz unterschiedlicher Gesellschaftsgruppen. Vor dieser Stimmung gründete sich das deutsche Komitee.
Die von Neudeck initiierte deutsche Rettungsaktion wurde von konservativen deutschen Politikern mit dem Vorwurf konfrontiert, dadurch noch mehr Vietnamesen zur Flucht zu ermutigen und die humanitäre Katastrophe zu verschlimmern. Auf Druck der deutschen Öffentlichkeit entschloss sich die Bundesregierung unter Schmidt zu einem Kompromiss: Denjenigen Flüchtlingen, die direkt von der Cap Anamur aufgenommen wurden, sollte Asyl gewährt werden, aber nicht denjenigen, die von Schiffen anderer Nationalität bereits gerettet und übergeben wurden („Gesetz über Maßnahmen für im Rahmen humanitärer Hilfsaktionen aufgenommene Flüchtlinge“). Im Juli 1982 beschloss die deutsche Regierung einen Aufnahmestopp, sodass die Helfer auf der Cap Anamur vorübergehend ihre Arbeit einstellen mussten.

### Ein Boot für Vietnam e. V.
Unter anderen Heinrich Böll, Martin Walser, Norbert Blüm und Rupert Neudeck gründeten in Köln den Verein Ein Boot für Vietnam e. V. Die ehrenamtliche Besatzung wurde von dem Verein organisiert und geriet schon bald mit den deutschen Behörden in Konflikt, da sie ihre Aktionen nur selten mit diesen abstimmte.
Der starke Rückhalt in der deutschen Bevölkerung, die weiter mit ihren Spenden diese Aktion unterstützte, führte 1982 aus dem bestehenden Unterstützungsverein Ein Boot für Vietnam e. V. zur Gründung der Hilfsorganisation Komitee Cap Anamur/Deutsche Notärzte e. V. Nach öffentlichen Protesten gegen den Aufnahmestopp durch die Bundesregierung, an der auch prominente Unterstützer wie Böll, Alfred Biolek und Freimut Duve teilnahmen, konnte die Rettungsaktion noch bis 1986 fortgeführt werden.

### Schiff und Aktion
Die deutsche Sektion charterte zunächst für drei Monate den deutschen Frachter Cap Anamur (6.350 BRT). Das Schiff, das dem Reeder Hans Voß aus Rellingen (Kreis Pinneberg) gehörte, lag 1979 in Kōbe, Japan, vor Anker. Es wurde von Deutschland aus mit Lebensmitteln, Medikamenten und einem Ärztestab ausgerüstet und lief dann nach Singapur aus. Für das Schiff wurde eine Charter von 7.000 Mark pro Tag gezahlt. Ab dem 13. August 1979 begann unter dem Kommando von Kapitän Klaus Buck die Rettung sogenannter Boatpeople im Chinesischen Meer. Im Laufe der folgenden Jahre wurden tausende vorwiegend vietnamesische Flüchtlinge gerettet und an Bord des Schiffes mit Medikamenten und Nahrung versorgt. Die Besatzung der Cap Anamur übernahm wieder von anderen Schiffen Flüchtlinge, die nicht mehr akut in Seenot waren, was dem Auswärtigen Amt missfiel. Das Amt wies die Besatzung der Cap Anamur an, zukünftig diese Praxis zu unterlassen. 1987 endete die Karriere der Cap Anamur als Hospitalschiff.
11.340 Vietnamesen holte die Aktion nach Deutschland.

## Nachwirkung
Im November 2014 erinnerten ehemalige Flüchtlinge aus Vietnam an die Rettung der „Boatpeople“ durch die Cap Anamur vor damals 35 Jahren. Keine ausländische Gruppe habe sich in Deutschland so gut integriert wie die Vietnamesen, sagte der ehemalige Bundesminister Philipp Rösler (FDP) bei der Veranstaltung. Dies sei vor allem auf eine gute Bildung zurückzuführen. Im Zuge der Flüchtlingskrise ab 2015 erinnerte Neudeck an die „Cape Anamur“-Aktion und bezeichnete sich selbst als „Schlepper“.